# Notaspidium thailandicum
Notaspidium thailandicum är en stekelart som beskrevs av T.C. Narendran och Konishi 2004. Notaspidium thailandicum ingår i släktet Notaspidium och familjen bredlårsteklar.
Artens utbredningsområde är Thailand. Inga underarter finns listade i Catalogue of Life.